# Len cienkolistny
Len cienkolistny (Linum tenuifolium) – gatunek rośliny należący do rodziny lnowatych. Występuje przede wszystkim w południowej Europie; w Polsce tylko w uprawie.

## Morfologia
PokrójJest to krzaczasta krzewinka o wysokości od 20 do 40 cm, o podnoszących się u nasady zdrewniałych łodygach, rozgałęziających się u góry. Pędy bezkwiatowe u dołu gęsto owłosione, natomiast pędy kwiatonośne z nielicznymi, luźno ustawionymi liśćmi.
LiścieOd 1 do 2 cm długości, gładkie, równowąski lub szpilkowate, do 1–2 mm szerokości, tylko z jednym centralnym, podłużnym nerwem i podwiniętymi brzegami.
KwiatyNiebieskawobiałe lub różowe, zebrane w luźny, skąpokwiatowy baldach. Na kielich składa się 5 działek, tylko 6 mm długości, lancetowatych, na brzegach gruczołowato owłosionych, tylko z jedną centralną żyłką. Korona kwiatu złożona z 5 łopatkowatych płatków, dwu- lub trzykrotnie dłuższych od działek kielicha.
OwocePółkuliste torebki (krótsze od kielicha).
Gatunki podobneLinum suffruticosum różni się od L. tenuifolium działkami kielicha o trzech nerwach i płatkami korony ciemnymi u nasady, trzykrotnie dłuższymi od działek.

## Siedlisko i biologia
Rośnie na skarpach, kamienistych glebach, nawapiennych murawach. Jest rośliną ciepłolubną. Występuje na wysokościach do 1500 m n.p.m. Kwitnie od maja do września.